# Retable Ansidei
Pour les articles homonymes, voir Ansidei.
Le Retable Ansidei ou encore La Vierge en Trône avec l'Enfant, accompagnés de saint Jean-Baptiste et Nicolas de Bari  est une peinture religieuse attribuée à Raphaël dont les principaux éléments sont conservés à la National Gallery de Londres.

## Histoire
Le retable a été commissionné par la famille Ansidei (d'où le nom du retable) afin de décorer la chapelle familiale de l'église San Fiorenzo dei Serviti à Pérouse.
En 1764 le retable a été remplacé par une copie, œuvre de Nicola Monti, tandis que l'original rejoignit d'abord la collection de lord Robert Spencer, puis celle du duc de Marlborough qui le céda enfin au National Gallery de Londres en 1885.
La date de réalisation du retable inscrite sur l'ourlet du manteau de la Vierge sous la main droite et partiellement effacée, d'abord lue comme 1506, résulte après une analyse scientifique être finalement 1505.
Un élément de la prédelle originale Le prêche de saint Jean-Baptiste (26 × 53 cm) est conservé à la  National Gallery. Les autres deux tablettes  Le Mariage de la Vierge et Le Miracle de saint Nicolas, sont perdues.

## Thème
L'œuvre est une  Conversation sacrée, entre la Vierge en majesté trônant avec l'Enfant, accompagnés de deux saints représentés sur les côtés, plus bas, avec leurs attributs respectifs.

## Description
La Vierge et l'Enfant dominent la scène depuis un trône élevé comme en témoignent les deux marchepieds et l'estrade qui les supportent. Le  baldaquin qui les couvre complète le faste architectural.
Sur la gauche, saint Jean le Baptiste, le regard porté vers le ciel, habillé d'un vêtement en poil de chameau avec sa houlette, montrant Jésus discrètement d'un doigt de sa main droite. Sur la droite, saint Nicolas de Myre, vêtu de l'habit épiscopal, lit un livre, à ses pieds les trois pommes dorées avec lesquelles il sauva trois jeunes filles pauvres de la prostitution.
Marie est en position leggente, son habit bleu et sa veste rouge comportent de fines décorations dorées. L'Enfant porte également une riche veste qui lui couvre uniquement l'épaule et une partie du bras gauche avec un morceau tenu par la main du même côté.
En haut sur le trône figure l'écriture Salve Mater Christi. Une longue file de perles en corail pend du baldaquin.
Sur le fond un grand arc est ouvert sur le paysage prenant la forme de la terminaison supérieure curviligne du retable.

## Analyse
Le rouge du corail symbolise le  sang de la Passion du Christ.
La terminaison supérieure curviligne du retable (centinata)  simplifie, avec l'optique péruginesque du portique en perspective, l'espace réel par  un plus grand illusionnisme dans l'espace peint. La parfaite mesure des espaces, visibles dans les trois gradins du trône, est typique des compositions du peintre avant son départ pour Florence, tandis que la couleur pure et atténuée mettant en évidence les personnages et les rapportant harmonieusement à l'arrière-plan témoigne de son passage à Florence.

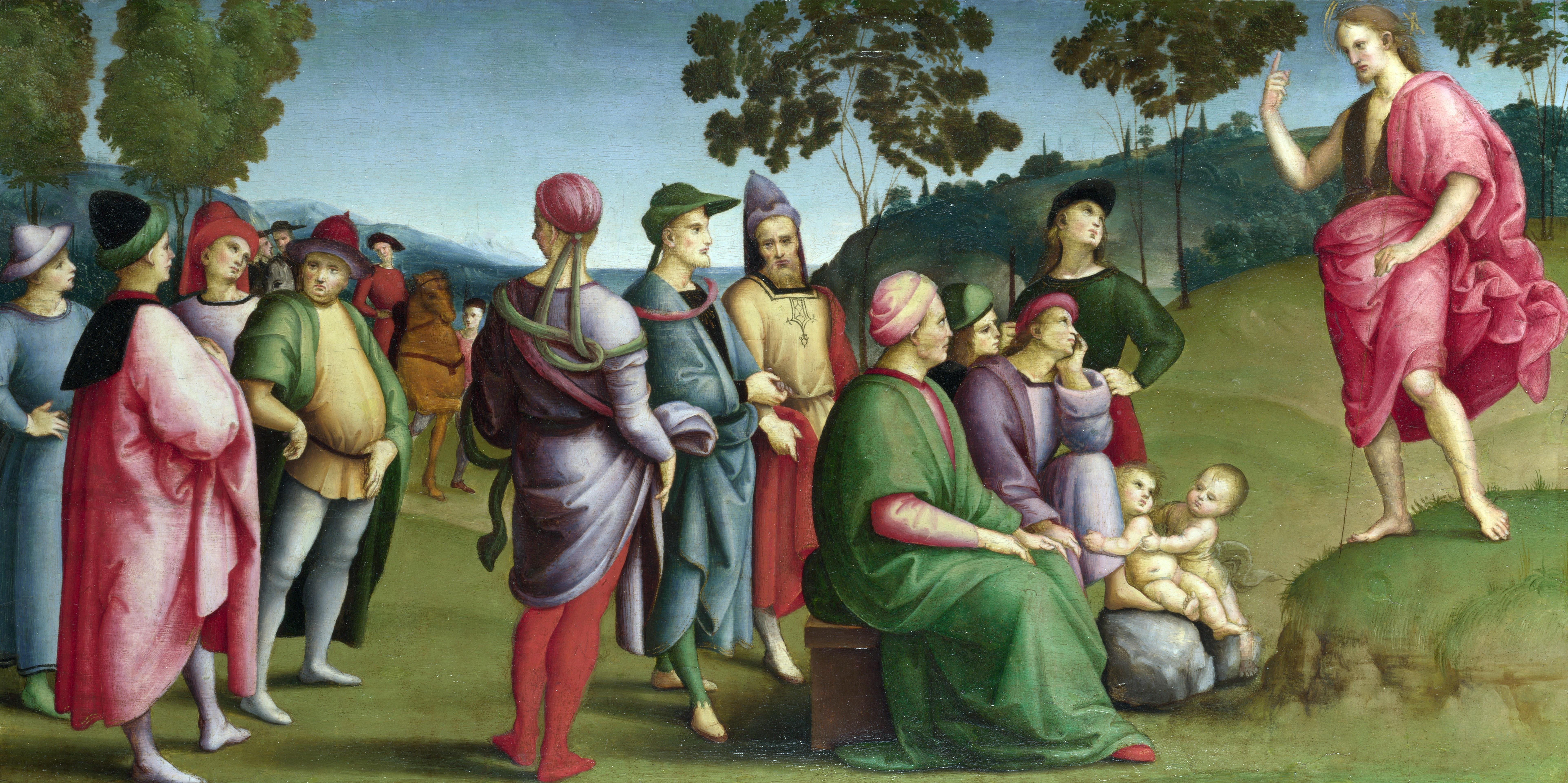
Le Prêche de saint Jean-Baptiste

Les personnages sont solides et monumentaux. Ils attestent de la connaissance des œuvres florentines comme celles de Fra Bartolomeo et de Donatello.
Les fines décorations dorées de la veste de la Vierge sont directement inspirées d'exemples du Pinturicchio.

## Sources
- (it) Cet article est partiellement ou en totalité issu de l’article de Wikipédia en italien intitulé « Pala Ansidei » (voir la liste des auteurs).